# Rödskuldrad taggstjärt
Rödskuldrad taggstjärt (Synallaxis hellmayri) är en fågel i familjen ugnfåglar inom ordningen tättingar.

## Utseende och läte
Rödskuldrad taggstjärt är en brun fågel med lång och taggig stjärt. Strupen är svart och på skuldran syns en roströd fläck. Sången återges som ett upprepat, snabbt och kort "quebéc".

## Utbredning och systematik
Fågeln förekommer i torra nordöstra Brasilien (Piauí, norra Bahia och västra Pernambuco). Den behandlas som monotypisk, det vill säga att den inte delas in i några underarter.

## Levnadssätt
Rödskuldrad taggstjärt hittas i arida och snåriga öppna skogslandskap. Där födosöker den vanligen på eller nära marken.

## Status och hot
Arten har ett stort utbredningsområde, men tros minska i antal, dock inte tillräckligt kraftigt för att den ska betraktas som hotad. Internationella naturvårdsunionen IUCN listar arten som livskraftig (LC).

## Namn
Fågelns vetenskapliga artnamn hedrar den österrikisk-amerikanska ornitologen Carl Eduard Hellmayr (1878-1944).